# Без тями від зброї (фільм, 1992)
Без тями від зброї (англ. Guncrazy) — американська кримінальна драма 1992 року.

## Сюжет
Коли всьому класу доручається завести «друзів по листуванню», у Аніти з'являється друг Говард, який відбуває ув'язнення. Їх дружба переходить у пристрасть. І Аніта вирішує, що їй нема чого далі терпіти сексуальні домагання вітчима і в пориві відчаю вбиває його з пістолета і ховає труп. Аніта намагається прискорити звільнення Говарда і вмовляє місцевого ексцентричного священика Хенка надати йому роботу. А після прибуття Говарда Хенк вінчає цю відчайдушну пару. У шлюбну ніч «молоді» зізнаються один одному в своїх таємницях: він — в тому, що ніколи ще не був з жінкою, вона — у вбивстві вітчима. Разом вони вирушають перепоховати труп, але за цією справою їх застають двоє однокласників Аніти. Говард їх вбиває, і молодята, подібно Бонні та Клайду, пускаються до втечі.

## У ролях
| Актор                 | Роль              |
| --------------------- | ----------------- |
| Дрю Беррімор          | Аніта Мінтер      |
| Роберт Грінберг       | містер Шитс       |
| Родні Гарві           | Том               |
| Джеремі Девіс         | Білл              |
| Ден Ейзенштейн        | Чак               |
| Джо Даллесандро       | Руні              |
| Віллоу Тіптон         | школярка          |
| Джеймс ЛеГрос         | Говард            |
| Айоні Скай            | Джой              |
| Джеймс Осленд         | Саллі             |
| Томас Е. Вейер        | охоронець         |
| Біллі Драго           | Генк Фултон       |
| Том Сміт-Ельден       | наглядач 1        |
| Джеймс Вітон          | наглядач 2        |
| Джералд Лінн Волкер   | наглядач 3        |
| Іда Лі                | парафіянин        |
| Лоуренс Стівен Мейерс | Божевільний Ларрі |
| Герб Велд             | Клайд             |
| Лі Мері Вейла         | Сьюзен            |

| Актор           | Роль                      |
| --------------- | ------------------------- |
| Майкл Айронсайд | містер Кінкейд            |
| Дік Ворлок      | шериф                     |
| Ніл Яно         | пацієнт                   |
| Джейд Беррімор  | жінка з собакою           |
| Трейсі Волтер   | Елтон                     |
| Роджер Джексон  | Джо                       |
| Селлі Норвелл   | офіціантка                |
| Пол Дженоссі    | людина в торговому центрі |
| Біллі Бейтс     | Officer at Fountain       |
| Зейн В. Левітт  | Ед Гоппер                 |
| Вільям Л. Негл  | водій евакуатора          |
| Лео Лі          | Soda Pop                  |
| Роуена Гіннесс  | Рубі повія                |
| Гаррісон Янг    | тато Говарда              |
| Дайан Файастоун | репортер                  |
| Майкл Франко    | офіцер Френк              |
| Рей Бікел       | офіцер з мегафоном        |
| Деймон Джонс    | Деміан                    |